# Кузь, Ефросиния Порфирьевна
Ефросиния Порфирьевна Кузь (укр. Єфросинія Порфирівна Кузь; 8 марта 1910 года, село Ладыжино, Константиноградский уезд, Полтавская губерния, Российская империя — 3 ноября 1996 года, село Степное, Полтавский район, Полтавская область, УССР) — колхозница, звеньевая совхоза имени Красной Армии, Министерства совхозов СССР, Полтавский район Полтавская область, Украинская ССР, Герой Социалистического Труда (1948 год).

## Биография
Родилась 8 марта 1910 года в крестьянской семье в селе Великое Ладыжино (сегодня упразднено) Российской империи. Получив, в УССР, начальное образование, работала разнорабочей в совхозе имени Красной Армии. После освобождения ВС Союза ССР, в 1943 году, Полтавской области от немецких захватчиков участвовала в восстановлении советского хозяйства. В этом же году была назначена звеньевой полеводческого звена.
В 1947 году звено, руководимое Ефросинией Кузь, собрало в среднем по 31,9 центнера пшеницы с каждого гектара на участке площадью 11,24 гектара. В 1948 году удостоена звания Героя Социалистического Труда «за получение высоких урожаев пшеницы и ржи при выполнении совхозом плана сдачи государству сельскохозяйственных продуктов в 1947 году и обеспеченности семенами зерновых культур для весеннего сева 1938 года».
С 1960 года трудилась на Полтавской семенной станции. В 1965 году вышла на заслуженную пенсию. Проживала в селе Степное Полтавского района, где скончалась в 1996 году.

## Награды
- Герой Социалистического Труда — указом Президиума Верховного Совета СССР, от 13 марта 1948 года.
- Орден Ленина